# 連邦政府 (ベルギー)
連邦政府（れんぽうせいふ、オランダ語: Federale regering、フランス語: Gouvernement fédéral、ドイツ語: Föderalregierung）は、ベルギーの中央政府。

## 概要
最大15名の閣僚で構成され、閣外大臣の補佐を受ける。また、複数の政党の連立から成る。
オランダ語系とフランス語系の閣僚の人数を等しくしなければならないので、場合によっては首相を15名に含めない。したがって、首相は必ずしも言語的に中立とは限らない。
現在の連邦政府はデ・クロー内閣である。

## 行政機関
以下の行政機関がある。
- 首相官邸
- 行政公営企業電気通信郵政省
- モビリティ省
- 経済雇用省
- 財務省
- 外務省
- 内務省
- 法務省
- 農務中小企業省
- 国防省
- 厚生省
- 気候環境持続可能な開発グリーンディール省
- 社会問題公衆衛生省
- エネルギー省